# Taça de Portugal de 1976–77
A Taça de Portugal 1976-77 foi 37ª edição da Taça de Portugal, competição sob alçada da Federação Portuguesa de Futebol. 

## Oitavos de Final
| Visitado          | Resultado           | Visitante            |
| Almada            | 0 - 2               | Braga                |
| Bragança          | 0 - 1               | Gil Vicente          |
| GD CUF            | 4 - 3               | Vitória de Guimarães |
| Famalicão         | 3 - 2               | Vitória de Setúbal   |
| Porto             | 9 - 0               | Aliados Lordelo      |
| Limianos          | 1º: 1 - 1 2º: 0 - 5 | Fafe                 |
| Paços de Ferreira | 1º: 1 - 1 2º: 4 - 6 | Farense              |
| Sporting          | 3 - 0               | Benfica              |

## Quartos de Final
| Visitado    | Resultado | Visitante |
| GD CUF      | 0 - 1     | Fafe      |
| Famalicão   | 0 - 1     | Braga     |
| Porto       | 3 - 0     | Sporting  |
| Gil Vicente | 2 - 0     | Farense   |

## Meias-Finais
| Visitado | Resultado           | Visitante   |
| Porto    | 3 - 0               | Fafe        |
| Braga    | 1º: 0 - 0 2º: 4 - 1 | Gil Vicente |

## Final
| 18 de Maio, 1977 | Porto          | 1 – 0 | Braga | Estádio das Antas Árbitro: Porém Luís |
|                  | Fernando Gomes |       |       |                                       |

### Equipas
Porto
Torres; Gabriel, Carlos Simões, Freitas e Murça; Octávio, Rodolfo e Taí (Seninho); Duda (Celso), Gomes (1) e Oliveira.
Braga
Fidalgo; Artur, Serra, Ronaldo e Manaca; Pinto, Beck (Caio) e Marinho; P. Rocha, Chico Gordo e Chico.

### Narrativa
A final da 37ª edição da Taça de Portugal ficou marcada por três factos relevantes:
1. este encontro teve lugar antes do Campeonato da Primeira Divisão terminar, contrariando a ideia consensual que a ‘Taça’ deveria ser sempre o fecho condigno e festivo de cada época,
2. o jogo foi marcado para uma quarta-feira
3. e, finalmente, o estádio não foi neutro, ainda que a sua escolha tenha tido a aceitação prévia de ambos os contendores.

O Porto acabou por conquistar o seu quarto troféu, através de um golo de Gomes, após uma jogada de insistência de Duda‎.

## Campeão
| Taça de Portugal 1976-77 |
| ------------------------ |
| Porto 4º Título          |